# Friedrichseiche (Wichtringhausen)
Die Friedrichseiche ist ein Naturdenkmal bei Wichtringhausen, einem Stadtteil der Stadt Barsinghausen in der Region Hannover in Niedersachsen.

## Standort
Die Friedrichseiche wird beschrieben als „stattliche Eiche, von Waldbäumen umgeben“.
Ihr Standort „210 m östlich des Forsthauses, 15 m nördlich des Waldrandes“ gehört mittlerweile zur Gemarkung Wichtringhausen.
Das Forsthaus lag am Waldrand des Waldgebietes Munzeler Mark nördlich von Wichtringhausen am Forstweg.
Die Munzeler Mark bildete den südlichsten Teil des Amtes Blumenau im Königreich Hannover. Das Waldgebiet grenzte östlich an Landringhausen und südlich an Wichtringhausen, beides Dörfer im hannoverschen Amt Calenberg.
Am Westrand der Munzeler Mark lag die Grenze zur Landgrafschaft Hessen-Kassel.
Diverse Gutsherren und Klöster hatte genau festgelegte Nutzungsrechte in der Mark.

## Beschreibung
Die etwa 28 m hohe Stieleiche (Quercus robur) wurde laut Schätzung gegen Ende des 16. Jahrhunderts gepflanzt.
Verschiedene Messungen ergaben im Jahr 2020 einen Stammumfang in 1,3 m Höhe von 5,41 m beziehungsweise 5,21 m.
Der vital wirkende Baum hat eine relativ hoch angesetzte Krone mit geschwungenen Ästen.
Die Friedrichseiche ist seit längerem eingezäunt. Schilder warnen vor herabfallenden Ästen.

## Naturdenkmal
Die Friedrichseiche ist eines der vier bereits in der ersten Verordnung über die Sicherung von Naturdenkmalen des Landkreises Hannover aus dem Jahr 1934 enthaltenen Naturdenkmale.
Die für die Aufgaben der unteren Naturschutzbehörde im Gebiet der Stadt Barsinghausen zuständige Region Hannover übernahm bei der Neuregelung des Verzeichnisses im Jahr 2010 den Baum mit dem Kennzeichen „ND-H 3“.
Als Schutzzweck des Naturdenkmals nannte die Behörde

„Alte, stattliche Eiche, die auf Grund ihrer Eigenart und Schönheit schützenswert ist.“